# Hieronymus Brückner
Hieronymus Brückner (* 7. März 1673 in Gotha; † 27. Oktober 1764 in Wittmund) war lutherischer Theologe sowie Erster Pastor in Wittmund. Er war neben dem Esenser Christian Wilhelm Schneider ein wichtiger Vertreter des Hallischen Pietismus in Ostfriesland.

## Leben
Brückners Eltern waren der Sächsisch-Gothaische Hofjustiz- und Konsistorialrat Hieronymus Brückner (* 16. Februar 1639; † 11. Februar 1693) und dessen erste Ehefrau Clara Elisabeth Schmied (* 12. August 1651; † 19. April 1673).
Brückner immatrikulierte sich im Jahr 1690 an der Universität Jena, doch bereits nach einem halben Jahr musste er wegen eines „Schadens am Schenkel“ nach Hause zurückkehren. 1692 ging er dann nach Halle (Saale), wo 1694 die Universität gegründet wurde. Frühestens im Jahre 1695 wurde Brückner Inspektor an dem von August Hermann Francke in diesem Jahr in Halle gegründeten Waisenhaus.
Ab 1698 kam er als Kandidat nach Dornum zu Pastor Andreas Achilles. Er vertrat diesen als Lehrer an der Schule in Dornumergrode. In dieser Zeit blieb er mit August Hermann Francke in ständiger Verbindung. Im Jahr 1700 predigte Brückner stellvertretend für Pastor Gerhard Lamberti in Hage, da der primus pastor Barthold Meyer verreist war. Das war insofern bemerkenswert, da in der Ausbildung befindlichen Theologen das Predigen eigentlich verboten war.
Brückner blieb bis 1703 in Dornum. Anschließend ging er in die Grafschaft Waldeck und wurde Inspektor der Schulen und des theologischen Seminars in Flechtdorf (bei Korbach). Dort wurde Brückner auch examiniert, bekam aber Probleme wegen seiner Neigung zum Pietismus. Der zuständige Regierungsrat Schleif, ebenfalls Pietist, war erst 1709 aus Waldeck nach Aurich gekommen. Der Generalsuperintendent Heinson war Anhänger der Orthodoxie und versuchte vergeblich seine Berufung zu verhindern. Der erste  Prediger von Wittmund Levin Coldewey schrieb daher am 21. November 1710 einen Dankesbrief an den Fürsten. Bereits im Herbst 1711 wurde Coldewey Generalsuperintendent von Ostfriesland und Brückner rückte auf die erste Pfarrstelle nach.
Er war sehr gewissenhaft und schrieb zum Beispiel alle fürstlichen Verordnungen in sein Kirchenbuch. Dazu kamen zahlreiche heimatkundliche Informationen; hier sind besonders seine Aufzeichnungen zur Weihnachtsflut 1717 zu nennen. Dazu schrieb er auch Abhandlungen über die Wittmunder Pastoren vor der Reformation. Brückner wirkte bis zum 89. Lebensjahr in Wittmund; er starb 1764 kurz vor seinem 50-jähren Dienstjubiläum.
Werke
- Des heiligen Abendmahls schuldig- und heiliger Gebrauch…. Heinrich Wilhelm Meyer, Lemgo 1710 (books.google.de).

## Familie
Brückner heiratete am 26. November 1710 Anna Maria Potthoff (* 10. September 1682; † 18. Juli 1759). Das Paar hatte mehrere Kinder:
- Henriette Christina (* 31. Oktober 1711; † 9. Dezember 1711)
- Hieronymus (* 9. Dezember 1712; † 18. Februar 1771), 1751–1771 Pastor in Funnix[6] ⚭ Maria Elisabeth Arstenius
- Martha Sophie (* 18. August 1714; † 10. März 1721)
- Maria Sophia (* 9. Juli 1716; † 1. Oktober 1766) ⚭ 1745 Holo Hillard Hoppe (1710–1771), ab 1751 Pastor in Esens[7][8]
- Clara Benigna (* 28. Juli 1718; † 25. Mai 1719)
- Catharina Sophia (* 4. April 1722)

⚭ 1754 Ahrend Hoppe
⚭ 1763 Michael Diedrich Pfeiffer (* 10. August 1723; † 15. Mai 1809), Pastor in Wittmund
- Christian Hieronymus (* 15. April 1724; † 6. Mai 1724)
- Wilhelm Hieronymus  (* 14. Januar 1726; † 6. Mai 1788)